# Bessa
Bessa (fr. baisse, pot. rynek niedźwiedzia, ang. bear market) – długotrwały trend spadkowy cen papierów wartościowych lub towarów notowanych na giełdzie papierów wartościowych.
Potoczna nazwa nawiązuje do metody ataku niedźwiedzia – uderza łapą z góry na dół. Przeciwieństwem bessy jest hossa.

## Kluczowe trendy

### Rynek byka
Hossa to okres ogólnego wzrostu cen. Początek hossy charakteryzuje się powszechnym pesymizmem. To wtedy „tłum” jest najbardziej „niedźwiedzi”. Uczucia przygnębienia są zastępowane nadzieją, „optymizmem” i ostatecznie euforią, gdy byk się rozwija. To często prowadzi do cyklu gospodarczego, takiego jak pełna recesja lub wcześniej.
Zazwyczaj rynki byka rozpoczynają się, gdy akcje rosną o 20% od swoich minimów, i kończy się, gdy akcje spadną o 20 procent. Niektórzy analitycy uważają jednak, że „rynek byka” nie może wystąpić podczas „rynku niedźwiedzia”.

### Rynek niedźwiedzia
Rynek niedźwiedzia to ogólny spadek na rynku akcji w pewnym okresie. Obejmuje on przejście od wysokiego optymizmu inwestorów do powszechnego strachu i pesymizmu inwestorów. Jednym z powszechnych wskaźników rynku niedźwiedzia jest spadek cen o 20 procent lub więcej w okresie co najmniej dwóch miesięcy.
Mniejsza redukcja o 10–20% jest uważana za korektę.
Rynek niedźwiedzia kończy się, gdy akcje powracają do nowych maksimów. Tak więc rynek niedźwiedzia jest mierzony retrospektywnie od ostatnich maksimów do najniższej ceny zamknięcia, a jego okres odreagowania to najniższa cena zamknięcia do nowych maksimów. Innym powszechnie akceptowanym końcem rynku niedźwiedzia jest wzrost indeksów o 20% od ich minimów.